# Marlon de Souza Lopes
Marlon de Souza Lopes (* 5. September 1976 in Curitiba) ist ein ehemaliger brasilianischer Fußballspieler.

## Karriere
Von 1997 bis 1998 war er beim belgischen RFC Tournai unter Vertrag. 1998 kehrte er nach Brasilien zurück und unterschrieb einen Vertrag beim Erstligisten Paraná Clube. Danach spielte er bei Rio Branco SC, AA Batel und Prudentópolis EC. 2001 wechselte er zum Zweitligisten Joinville EC. 2002 wechselte er zum japanischen Zweitligisten Kawasaki Frontale. Für Kawasaki bestritt er 23 Zweitligaspiele und schoss dabei 12 Tore. 2003 kehrte er zu Joinville zurück. 2004 wechselte er zum Erstligisten Figueirense FC. 2005 wechselte er zum türkischen Diyarbakırspor. Im Sommer 2005 kehrte er nach Brasilien zurück und unterschrieb einen Vertrag bei EC Juventude. Danach spielte er bei União São João EC, Portuguesa und AA Portuguesa (SP). Ende 2008 beendete er seine Karriere als Fußballspieler.

## Erfolge
Figueirense
- Staatsmeister von Santa Catarina: 2004